# Fokker F.XXXVI
De Fokker F.XXXVI (ook wel Fokker F.36) is een vliegtuig van de Nederlandse vliegtuigfabrikant Fokker uit de jaren dertig. De F.XXXVI is een viermotorige hoogdekker. De machine is ontworpen als een passagiersvliegtuig en kon in die hoedanigheid een maximum van 32 passagiers vervoeren. Inclusief de vier man aan personeel was de totale vervoerscapaciteit van dit vliegtuig 36 personen, vandaar ook de nummering. De F.XXXVI was het grootste vooroorlogse vliegtuig van Fokker en is daarnaast altijd het grootste Fokkervliegtuig qua vleugeloppervlak gebleven (172 vierkante meter; de Fokker 100 had slechts een vleugeloppervlak van 93 vierkante meter).

## Geschiedenis
Er werd slechts één F.XXXVI gebouwd, de PH-AJA "Arend" voor de KLM. Door de luxueuze inrichting stond het toestel bekend als het "Vliegende Hotel". In tegenstelling tot de aluminium Douglas DC-2, de directe rivaal, werd de F.XXXVI volgens de conventionele methode gebouwd, met een houten vleugel, een met linnen bespannen frame van stalen buizen en een niet-inklapbaar landingsgestel. Door (te) lang aan dit  concept vast te houden verloor Fokker in de jaren dertig geleidelijk aan zijn leidende rol in de bouw van verkeersvliegtuigen.
De F.XXXVI was ontworpen om dienst te doen op de Amsterdam-Batavia-lijn van de KLM, die ondanks de crisis van de jaren dertig een enorm succes bleek. KLM-directeur Albert Plesman had op 6 juni 1932 zijn eerste overleg over de F.XXXVI met Anthony Fokker, waarna hij in september mondeling beloofde zes F.XXXVI's af te nemen. Plesman verbrak echter zijn belofte, omdat hij meer onder de indruk was van de Douglas DC-2. Dit leidde het einde in van het verstandshuwelijk tussen Fokker en Plesman.
De Zweedse luchtvaartmaatschappij AB Aerotransport (ABA) was zeer geïnteresseerd in het concept van de F.XXXVI, maar vond het vliegtuig veel te groot. ABA had liever een kleiner viermotorig vliegtuig, dat ze op haar Europese net wilde inzetten. Daarom werd op basis van hetzelfde ontwerp de Fokker F.XXII ontwikkeld met een capaciteit van 22 passagiers.

## Dienstperiode

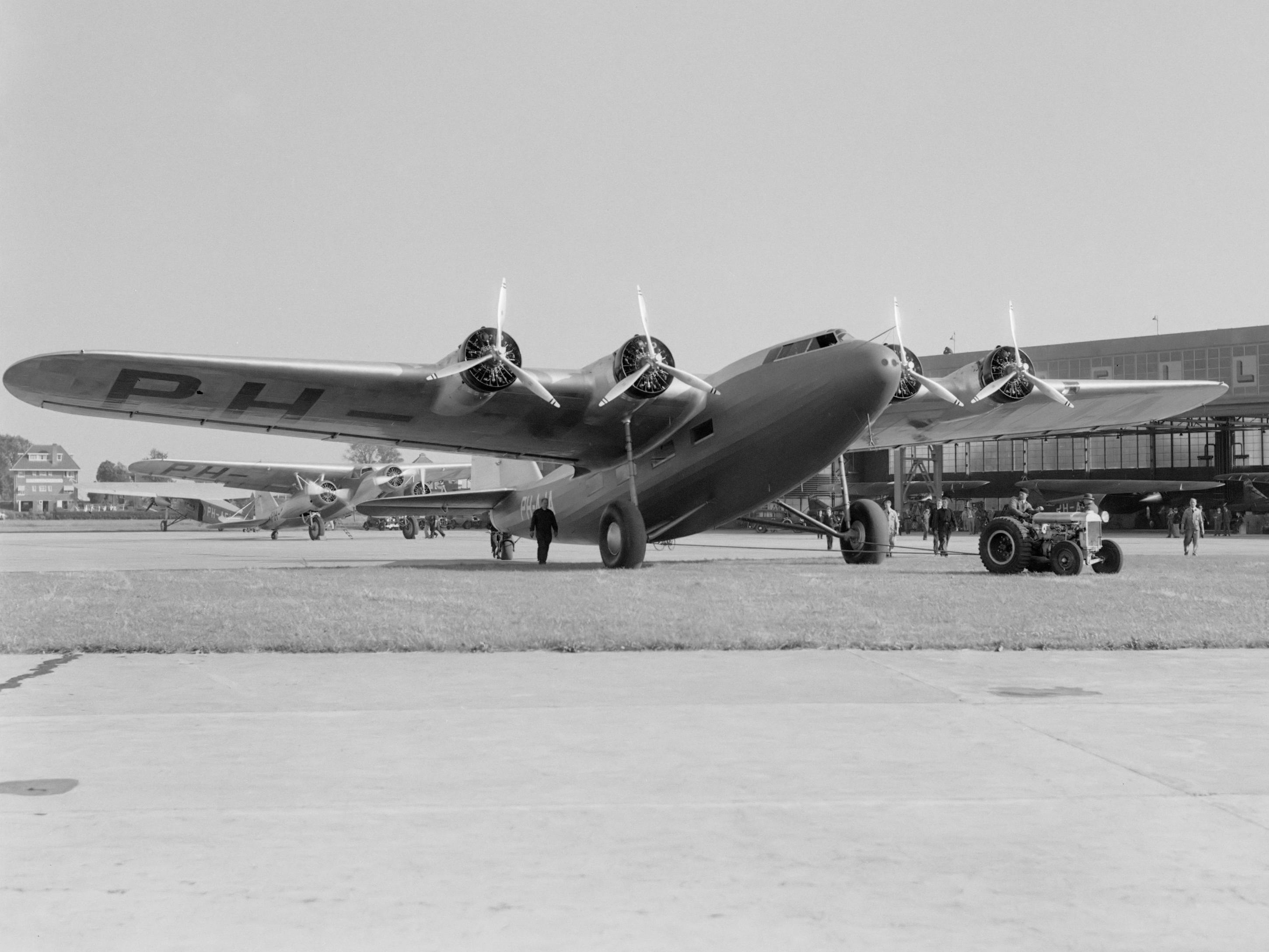
Fokker F.XXXVI (1934)

De F.XXXVI verkreeg op 27 augustus 1934 zijn luchtwaardigheidscertificaat en kwam na enkele testvluchten op 27 maart 1935 in dienst. Hij werd niet ingezet op de lijn naar Nederlands-Indië waarvoor hij bedoeld was. De "Arend" heeft vaak dienstgedaan op de route Londen - Berlijn via Schiphol en vervoerde 's zomers dagjesmensen tussen Schiphol en het vliegveld De Vlijt op het eiland Texel. Ook is de machine verhuurd geweest aan de Franse luchtvaartmaatschappij SFTA Air Tropique.
Samen met twee Fokker F.XXII's werd de F.XXXVI kort voor het uitbreken van de Tweede Wereldoorlog verkocht aan Scottish Aviation en kreeg de registratie G-AFZR. De bedoeling was de drie vliegtuigen in te zetten op de nachtlijn Edinburgh-Glasgow-London, maar dit ging vanwege de oorlog niet door. In plaats daarvan werden de vliegtuigen gebruikt als vliegende klaslokalen in dienst van de Royal Air Force-opleiding voor navigators.
Op 21 mei 1940 crashte de F.XXXVI bij de take-off vanuit Prestwick. Niemand raakte hierbij gewond, maar het vliegtuig was niet meer te repareren.